# Lazarus Denison Shoemaker

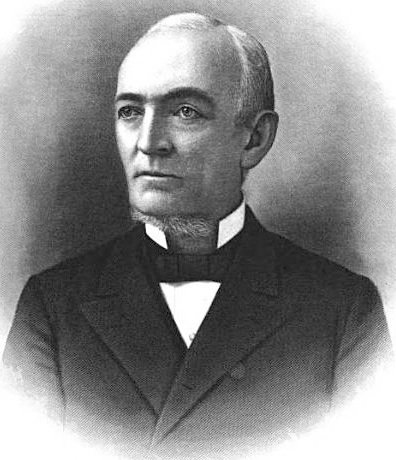
Lazarus Denison Shoemaker

Lazarus Denison Shoemaker (* 5. November 1819 in Kingston, Luzerne County, Pennsylvania; † 9. September 1893 in Wilkes-Barre, Pennsylvania) war ein US-amerikanischer Politiker. Zwischen 1871 und 1875 vertrat er den Bundesstaat Pennsylvania im US-Repräsentantenhaus.

## Werdegang
Lazarus Shoemaker besuchte das Nazareth Hall College in Pennsylvania und das Kenyon College in Gambier (Ohio). Danach studierte er bis 1840 am Yale College. Nach einem anschließenden Jurastudium und seiner 1842 erfolgten Zulassung als Rechtsanwalt begann er in Wilkes-Barre in diesem Beruf zu arbeiten. Gleichzeitig schlug er als Mitglied der Republikanischen Partei eine politische Laufbahn ein. Zwischen 1866 und 1870 saß er im Senat von Pennsylvania.
Bei den Kongresswahlen des Jahres 1870 wurde Shoemaker im zwölften Wahlbezirk von Pennsylvania in das US-Repräsentantenhaus in Washington, D.C. gewählt, wo er am 4. März 1871 die Nachfolge des Demokraten George Washington Woodward antrat. Nach einer Wiederwahl konnte er bis zum 3. März 1875 zwei Legislaturperioden im Kongress absolvieren. Ab 1873 war er Vorsitzender des Ausschusses, der sich mit Pensionsansprüchen aus der Revolutionszeit befasste (Committee on Revolutionary Pensions). Im Jahr 1874 verzichtete er auf eine weitere Kandidatur.
Nach dem Ende seiner Zeit im US-Repräsentantenhaus praktizierte Lazarus Shoemaker wieder als Anwalt. Außerdem stieg er in das Bankgewerbe ein. Er starb am 9. September 1893 in Wilkes-Barre.